# Медведа (река, впадает в Болонье озеро)
Медведа — река в России, протекает по Мошенскому району Новгородской области. В нижнем течении река протекает по границе с Боровичским районом. Впадает в озеро Болонье, из которого есть сток в Съежу. Длина реки составляет 18 км.
В 0,1 км от устья, по левому берегу реки впадает река Редеха.

## Данные водного реестра
По данным государственного водного реестра России относится к Балтийскому бассейновому округу, водохозяйственный участок реки — Мста без р. Шлина от истока до Вышневолоцкого г/у, речной подбассейн реки — Волхов. Относится к речному бассейну реки Нева (включая бассейны рек Онежского и Ладожского озера).
Код объекта в государственном водном реестре — 01040200212102000020728.